# 乐东玉叶金花
乐东玉叶金花（学名：Mussaenda lotungensis）为茜草科玉叶金花属下的一个种。